# Vicente de Romero y Baldrich
Vicente de Romero y Baldrich (Sevilla, 1836-Barcelona, 1891) fue un abogado y político español, asentado en Cataluña pero de origen andaluz. Su madre era originaria del Baix Camp. En 1855 su familia se estableció en Gracia. Se licenció en derecho y escribió libros sobre heráldica y sobre la inquisición.

## Biografía
En 1879 a publicar en La Mañana el folleto La cuestión de los Trigos, donde pidió soluciones proteccionistas contra la compra de trigo extranjero, posición que defendió en un banquete de los liberales celebrado por Víctor Balaguer en Barcelona en octubre de 1880. El 30 de octubre de 1880 también presidió la reunión de alcaldes de los pueblos del llano de Barcelona para analizar el proyecto de agregación. También fue vocal de la Ateneo Barcelonés.
En diciembre de 1881 presidió el acto inaugural del Congreso Catalán de jurisconsultos en la Universidad de Barcelona. Poco después fue elegido diputado por el distrito de Gracia del Partido Liberal Fusionista a las elecciones generales de 1881. Asimismo fue secretario de la junta inspectora del Banco de Crédito Mercantil y presidente de la Mutua de Depósitos y amortizaciones. También fue socio honorario del Centro Industrial de Cataluña.